# Lusaka
Lusaka är huvudstad och den största staden i Zambia, och har cirka 2,5 miljoner invånare. Den är landets administrativa centrum och en knutpunkt för handel och industri. Staden har internationell flygplats och universitet sedan 1966. 

## Historia
I mitten av 1890-talet koloniserades platsen där Lusaka är belägen idag av det Brittiska Sydafrikakompaniet. Lusaka grundades 1905 av europeiska bosättare och namnet kom från en by på platsen vid namn Lusaaka. Staden ersatte 1935 Livingstone som huvudstad för den brittiska kolonin Nordrhodesia. När Zambia blev självständigt från britterna 1964 blev Lusaka huvudstad.

## Klimat
Lusaka har ett subtropiskt klimat, och temperaturen varierar från 22°C i den kyligaste månaden juli till 32°C i den varmaste, oktober. Regnperioden pågår från mitten av november till mars och den torra perioden pågår från april till mitten av november. Under den kallaste perioden, från mitten av maj till mitten av augusti kan temperaturen sjunka ner till fryspunkten på natten.
Sommaren i Lusaka pågår från december till februari, och vintern pågår från juni till augusti.

## Demografi
En stor del av befolkningen talar bantuspråk, och en stor del är även utlänningar, som kommer till staden för jobb eller som diplomater. Katolicism är den största religionen i staden. 

## Handel och ekonomi
Lusaka är en av de största centrumen för handel i Zambia. Vanliga exportvaror från staden är exempelvis cement, skor, textiler, majs, tobak eller mejeriprodukter.